# Linda Trueb
Linda Trueb, née le 13 janvier 1942, est une herpétologiste américaine spécialiste des amphibiens. Elle est mariée avec William Edward Duellman.
Après y avoir obtenu son doctorat en 1968, elle travaille à l'Université du Kansas.

## Taxons nommés en son honneur
- Madecassophryne truebae Guibé, 1974
- Nymphargus truebae (Duellman, 1976)
- Pristimantis truebae (Lynch and Duellman, 1997)
- Rhinella truebae (Lynch and Renjifo, 1990)
- Telmatobius truebae Wiens, 1993
- Truebella Graybeal & Cannatella, 1995

## Taxons décrits
- Argenteohyla Trueb, 1970
- Celsiella Guayasamin, Castroviejo-Fisher, Trueb, Ayarzagüena, Rada & Vilà, 2009
- Ceuthomantidae Heinicke, Duellman, Trueb, Means, MacCulloch & Hedges, 2009
- Ceuthomantis Heinicke, Duellman, Trueb, Means, MacCulloch & Hedges, 2009
- Ceuthomantis smaragdinus Heinicke, Duellman, Trueb, Means, MacCulloch & Hedges, 2009
- Chimerella Guayasamin, Castroviejo-Fisher, Trueb, Ayarzagüena, Rada & Vilà, 2009
- Dendropsophus allenorum (Duellman & Trueb, 1989)
- Dendropsophus koechlini (Duellman & Trueb, 1989)
- Dendropsophus praestans (Duellman & Trueb, 1983)
- Espadarana callistomma (Guayasamin & Trueb, 2007)
- Espadarana Guayasamin, Castroviejo-Fisher, Trueb, Ayarzagüena, Rada & Vilà, 2009
- Gastrotheca carinaceps Duellman, Trueb & Lehr, 2006
- Gastrotheca galeata Trueb & Duellman, 1978
- Gastrotheca lateonota Duellman & Trueb, 1988
- Gastrotheca rebeccae Duellman & Trueb, 1988
- Hyalinobatrachiinae Guayasamin, Castroviejo-Fisher, Trueb, Ayarzagüena, Rada & Vilà, 2009
- Ikakogi Guayasamin, Castroviejo-Fisher, Trueb, Ayarzagüena, Rada & Vilà, 2009
- Melanophryne barbatula Lehr & Trueb, 2007
- Melanophryne Lehr & Trueb, 2007
- Phrynopus lechriorhynchus Trueb & Lehr, 2008
- Phyllomedusa venusta Duellman & Trueb, 1967
- Pipa myersi Trueb, 1984
- Pristimantis quinquagesimus (Lynch & Trueb, 1980)
- Rhinella acrolopha (Trueb, 1971)
- Rhinella macrorhina (Trueb, 1971)
- Rulyrana Guayasamin, Castroviejo-Fisher, Trueb, Ayarzagüena, Rada & Vilà, 2009
- Sachatamia Guayasamin, Castroviejo-Fisher, Trueb, Ayarzagüena, Rada & Vilà, 2009
- Smilisca sila Duellman & Trueb, 1966
- Telmatobius cirrhacelis Trueb, 1979
- Telmatobius pefauri Veloso & Trueb, 1976
- Vitreorana Guayasamin, Castroviejo-Fisher, Trueb, Ayarzagüena, Rada & Vilà, 2009